# فيليب تشارلز، دوق فالوا
فيليب تشارلز، دوق فالوا (بالفرنسية: Philippe-Charles d'Orléans)‏ (16 يوليو 1664 - 8 ديسمبر 1666) هو أمير فرنسي، وهو ابن فيليب الأول، دوق أورليان وقد توفي عن عمر يناهز سنتين.